# 陳廢帝
陳伯宗（554年6月12日或552年6月20日—570年4月22日），字奉業，小字藥王，南朝陳朝的第三代皇帝，史書稱作「廢帝」，陳文帝陳蒨之嫡出長子，母安德皇后沈妙容。

## 生平
天康元年（566年）四月，陳伯宗在陳文帝死後即帝位，由於陳伯宗年幼，便以叔父安成王陳頊為司徒、錄尚書事、都督中外諸軍事。於是政局都為陳頊所掌握。567年改年號為光大，陳頊晉位為太傅，准許佩帶劍履上殿。光大二年（568年）11月，章太后下旨廢陳伯宗為臨海王，另立陳宣帝。
陳伯宗於被廢之後，於太建二年四月乙卯（570年4月22日）逝世，得年19歲。

## 年龄问题
关于陈文帝前二子的年龄问题，《陈书》和《南史》皆记载有误。《陈书·废帝本纪》有具体记载是梁承圣三年（554年）五月庚寅生（554年6月12日）。可是《陈书·废帝本纪》也记载：“（陈伯宗）太建二年（570年）四月薨，时年十九”。由此推算陈伯宗出生时间又为552年。这样一来，《废帝本纪》就在陈伯宗年龄方面自相矛盾了。
但废帝无论是出生于554年或552年，皆有可能为错误记载。依据是与文帝第三子鄱阳王陈伯山年龄记载矛盾。《陈书·陈伯山传》中记载“（祯明）三年正月薨，时年四十。”
如陈伯山在祯明三年（即589年）去世，享年四十岁，那可以反过来推算出生年份是549年，明显比《陈书》中记载的文帝长子废帝陈伯宗（出生554或552年）、始兴王次子陈伯茂（出生552年）要早。
《陈书》又记载“ 仍谓群臣曰“鄱阳王至性可嘉，又是西第之长，豫章已兼司空，其亦须迁太尉”未及发诏而伯山薨，寻值陈亡，遂无赠谥。” 陈伯山于589年陈朝临近灭亡时去世，因此没有来得及追赠谥号。所以陈伯山的去世时间可以得到多处史料的证明，而作为当时的宗室王之首，无论是身份还是威望都很高，记载错年龄的可能性很低。因此文帝前二子的出生年份或可以推前到549年及之前。

## 家庭

### 妻妾
- 王少姬，金紫光禄大夫王固之女，天嘉元年，册为皇太子妃，陈伯宗即皇帝位，立为皇后。陈废帝降为临海王，皇后也降为临海王妃。至德中薨[8]。

### 子嗣
- 临海嗣王（昔皇太子）陈至泽，母王少姬[9]

## 延伸阅读
[在维基数据编辑]
 《陳書·卷4》，出自姚思廉《陳書》
 《南史·卷09》，出自李延壽《南史》
 在维基共享资源阅览影像